# Present: You
Present: You è il terzo album in studio del gruppo musicale sudcoreano Got7, pubblicato il 17 settembre 2018.
L'album è stato certificato platino dalla Korea Music Content Association l'8 novembre 2018 per aver venduto oltre 250 000 copie a livello nazionale.
Il 3 dicembre 2018 è stata pubblicata la ristampa intitolata Present: You & Me Edition.

## Descrizione
Present: You viene annunciato il 24 agosto 2018 in un video proiettato al termine dell'ultima tappa dell'Eyes on You Tour dei Got7; l'agenzia conferma in seguito che si tratti del terzo album in studio e che sarà pubblicato il 17 settembre. Present: You, la cui produzione è iniziata durante il tour, incorpora i sentimenti di gratitudine per l'amore dei fan e le sensazioni provate esibendosi sul palco in giro per il mondo, ed è stato realizzato come regalo per i fan, ai quali è dedicato a partire dal titolo, che li identifica come il miglior dono ricevuto dal gruppo.
L'album consta di sedici tracce e contiene canzoni soliste per ciascun membro, che ha scritto, composto e co-prodotto la propria. La prima metà è formata da cinque brani di gruppo: tra questi, la traccia principale Lullaby è di genere urban deep house e mette in correlazione amore e sogni, mentre Enough è house e glitch pop, Save You richiama il sound retro hip hop degli anni Novanta, in particolare il new jack swing, e I Am Me è di genere EDM. Con Enough e Save You scritte da JB, No One Else da Yugyeom e I Am Me da Jinyoung, Lullaby è l'unico brano del disco a non vedere la partecipazione di un membro del gruppo al testo o alla musica.
I Am Me, definita da Forbes "un inno all'affermazione di sé" nel quale Jackson rappa "Guardati bene, trova te stesso" ("Take a good look at yourself, find yourself"), precede i brani solisti, che non sono correlati tra loro, ma servono come strumento per mettere in luce l'individualità dei sette membri. Nella R&B Sunrise, JB canta di permettergli di entrare in profondità nel cuore, combinando testi semplici a un suono appiccicoso e sognante dall'arrangiamento minimale, mentre in OMW, abbreviazione di "On my way", Mark comunica la propria volontà di voler avere successo lavorando sodo, nonostante le proprie carenze. Con Made It, Jackson rappa la sicurezza e la passione della gioventù moderna, che ha tempo per affrontare nuove sfide. I versi "We made it" e "I made it" vogliono mettere in luce che non c'è paragone con nessun altro e che il maggior rivale del gruppo è se stesso.
La soft rock My Youth di Jinyoung racconta di come la gente dimentichi le prime volte che fa qualcosa e il loro significato, e comunica la speranza di conservare la propria mentalità iniziale e continuare a crescere. In Nobody Knows, basata sul genere vaporwave, Youngjae esprime il suo lato umano, avido e ambizioso, e il desiderio di fare di meglio con le proprie abilità, contrapposti all'immagine allegra e solare da idol della quale ha scritto dal momento del debutto. Party è di genere house e hip hop e parla di passare una bella giornata con persone con le quali ci si sente a proprio agio. L'ultimo brano solista è Fine di Yugyeom, per il quale ha realizzato di persona la coreografia con l'intento di solidificare la propria posizione di ballerino principale del gruppo. Chiudono il disco le versioni in inglese, cinese e spagnolo di Lullaby, e la strumentale.
Il successivo 16 novembre, JYP Entertainment annuncia una ristampa per il 3 dicembre dal titolo Present: You & Me Edition. Viene promossa con il nuovo brano Miracle, il cui testo è stato scritto da J.Y. Park, che contiene il significato "È un miracolo che i Got7, che hanno debuttato a gennaio 2014, abbiano incontrato i fan che hanno reso possibile per loro superare i momenti freddi e difficili come l'inverno". La canzone è una ballata pop orchestrale suonata da pianoforte e archi, con in sottofondo dei campanelli natalizi, e vede JB, Jinyoung, Youngjae e Yugyeom armonizzare passando da note dolci al falsetto.
Alle canzoni già presenti nell'edizione originale e a Miracle, si aggiungono Take Me to You e Come On, e nove brani eseguiti dal gruppo durante i tour mondiali. La ballata 1:31AM, il pezzo pop Higher, e i numeri dance I Love It e WOLO risalgono al Fly Tour del 2016, mentre King, Think About It, From Now, Hunger e Phoenix all'Eyes on You Tour del 2018. Take Me to You è una ballata pop in cui l'innamoramento viene paragonato all'essere bloccati su un'isola lontana.

## Accoglienza
Forbes ha definito Present: You "il figlio dell'amore di interessi contrastanti", diviso tra la mentalità globale delle tracce di gruppo e l'individualità dei brani solisti, che abbracciano l'identità personale dei membri, in "un bricolage di umori e generi disparati". Ha concluso considerandolo un "punto di mezzo tra arte e fanservice" e che il tema potesse essere, in parte, l'affermazione dell'identità. Hong Dam-young del The Korea Herald ha paragonato il disco a "una scatola di cioccolatini" nella quale ogni canzone ha sapori diversi, apprezzando il modo in cui ogni membro abbia trasmesso la propria individualità. Billboard ha indicato Lullaby, Enough e I Am Me tra le tracce più ambiziose e complesse del gruppo; NME ha invece ritenuto Save You "una di quelle tracce che in alcuni punti sembrano un po' fuori luogo" per via degli arrangiamenti e delle melodie.
La rivista coreana Idology ha descritto Present: You come un'estensione di Eyes on You e un prosieguo del cambio di sound iniziato con 7 for 7. Ha notato il flusso organico da Lullaby a I Am Me, ma un'interruzione dello stesso in alcuni punti all'inizio dei brani solisti, commentando tuttavia che fosse interessante "vedere la personalità del creatore tradotta in musica". Ha invece parlato delle nuove canzoni della ristampa come di "una cartina al tornasole che testa combinazioni varie e inaspettate di membri e generi, aggiungendo allo stesso tempo un'altra parte che ricorda il bagliore residuo del tour mondiale".
Per un articolo di Tonplein sulle uscite K-pop dal 2015 al 2019, Lullaby rivela chiaramente le abilità dei membri e "rimane il momento più impressionante tra i numerosi concept e stili che i Got7 hanno presentato".
Recensendo Present: You & Me, Idolator ha scritto che avessero messo in mostra la loro forza come gruppo e brillato individualmente in una serie di "superbi brani solisti".

## Tracce

### Present: You
1. Lullaby – 3:37 (testo: Jinli – musica: Glory Face, Jake K, Jinli)
2. Enough – 3:19 (Defsoul, Mirror Boy, D.ham, Moon Hanmiru)
3. Save You (지켜줄게?, JikyeojulgeLR) – 3:25 (Defsoul, Mirror Boy, D.ham, Moon Hanmiru)
4. No One Else – 3:22 (Yugyeom, Effn, Room102)
5. I Am Me – 3:31 (testo: Jinyoung, Distract – musica: Distract, Jinyoung, Ludwig Lindell)
6. JB – Sunrise – 3:31 (testo: Defsoul, Jomalxne – musica: Defsoul, RoseInPeace, Jomalxne)
7. Mark – OMW (feat. Jackson) – 3:08 (Jackson, Mark, Wizil, Boytoy)
8. Jackson – Made It – 2:36 (testo: Jackson – musica: Jackson, Boytoy)
9. Jinyoung – My Youth – 3:32 (testo: Jinyoung, Distract – musica: Distract, Jinyoung, Tobias Karlsson, Sangmi Kim)
10. Youngjae – Nobody Knows (혼자?, HonjaLR) – 3:06 (testo: Ars, Pollen – musica: Ars, Pollen, Lavin)
11. BamBam – Party – 3:04 (testo: BamBam – musica: Frants, BamBam)
12. Yugyeom – Fine – 3:03 (testo: Yugyeom – musica: Effn, Yugyeom)
13. Lullaby (English version) – 3:37 (testo: Sophia Pae – musica: Glory Face, Jake K, Jinli)
14. Lullaby (Chinese version) – 3:37 (testo: Zou Shunli – musica: Glory Face, Jake K, Jinli)
15. Lullaby (Spanish version) – 3:37 (testo: Alejandro González – musica: Glory Face, Jake K, Jinli)
16. Lullaby (Instrumental) – 3:37 (musica: Glory Face, Jake K, Jinli)

Durata totale: 53:42

### Present: You & Me Edition
Il disco 2 è uguale a Present: You.
Disco 1
1. Miracle – 4:10 (testo: Kyum Lyk (153/Joombas), J.Y. Park "The Asiansoul" – musica: Moon Kim (153/Joombas), Kyum Lyk (153/Joombas))
2. Take Me to You – 3:14 (testo: Lee Joo-hyung (MonoTree), Inner Child (MonoTree), J.Y. Park "The Asiansoul" – musica: Lee Joo-hyung (MonoTree), Yoon Jong-sung (MonoTree), Inner Child (MonoTree), Mayu Wakisaka)
3. Come On (안 보여?, An bo-yeoLR) – 3:14 (testo: Defsoul, iHwak – musica: Defsoul, iHwak, Royal Dive)
4. JB, Youngjae – 1:31AM (잘 지내야해?, Jal jinae-yahaeLR) – 3:51 (testo: Defsoul, Ars – musica: Defsoul, Ars, 220, minGtion)
5. Jinyoung, Mark – Higher – 2:36 (testo: Jinyoung, Mark – musica: Jinyoung, Distract, Secret Weapon)
6. Jackson, BamBam, Yugyeom – I Love It – 1:11 (testo: Jackson, Gen Neo – musica: Jackson, Gen Neo)
7. Jackson, BamBam, Yugyeom – WOLO – 3:04 (testo: Jackson, BamBam, Yugyeom – musica: Jackson, Gen Neo)
8. Jinyoung, BamBam – King – 3:03 (testo: Jinyoung, BamBam – musica: Jinyoung, BamBam, Frants)
9. JB, Mark, Youngjae – Think About It – 3:08 (testo: Defsoul, Mark, Ars – musica: Defsoul, Ars, Mark, Mirror Boy (220VOLT), Lee Sang-chul)
10. Yugyeom – From Now (이젠?, IjenLR) – 3:19 (testo: Yugyeom – musica: Yugyeom, Effn)
11. Jackson – Hunger – 1:33 (testo: Jackson – musica: Jackson, Boytoy)
12. Jackson, Yugyeom – Phoenix – 2:55 (testo: Jackson, Yugyeom – musica: Jackson, Yugyeom, Boytoy)

Durata totale: 35:18

## Formazione
- Mark – rap
- JB (Defsoul) – voce
- Jackson – rap
- Jinyoung – voce
- Youngjae (Ars) – voce
- BamBam – rap
- Yugyeom – voce

## Successo commerciale
Dopo l'uscita, Present: You si è classificato primo in Corea del Sud sulla Gaon Weekly Album Chart, occupando la vetta anche della classifica di settembre con 301 916 copie. È entrato sulla classifica giapponese Oricon in dodicesima posizione, nel Regno Unito alla 97 e nelle Fiandre alla 175. Ha debuttato in settima posizione sulla Billboard Heatseekers Album Chart e terza sulla Billboard World Albums Chart, mentre sulla iTunes Album Chart ha raccolto 25 primi posti. Lullaby è arrivata in posizione 19 sulla Gaon Digital Chart.
Present: You & Me si è classificato primo in Corea del Sud sulla Gaon Weekly Album Chart, e quarto nella classifica mensile.
Present: You è stato il quattordicesimo disco più venduto in Corea del Sud nel 2018 con 326 754 copie a fine anno, mentre Present: You & Me Edition il ventisettesimo con 185 641.

## Classifiche

### Classifiche settimanali
| Classifica (2018) | Posizione massima | Posizione massima |
| Classifica (2018) | You               | You & Me          |
| ----------------- | ----------------- | ----------------- |
| Belgio (Fiandre)  | 175               | –                 |
| Corea del Sud     | 1                 | 1                 |
| Francia           | 56                | –                 |
| Giappone          | 12                | –                 |
| Regno Unito       | 97                | –                 |

### Classifiche di fine anno
| Classifica (2018) | Posizione | Posizione |
| Classifica (2018) | You       | You & Me  |
| ----------------- | --------- | --------- |
| Corea del Sud     | 14        | 27        |

## Riconoscimenti
- Circle Chart Music Award
  - 2019 – Candidatura a Album dell'anno (Terzo quarto)[50]